# Ligature d'Isaac

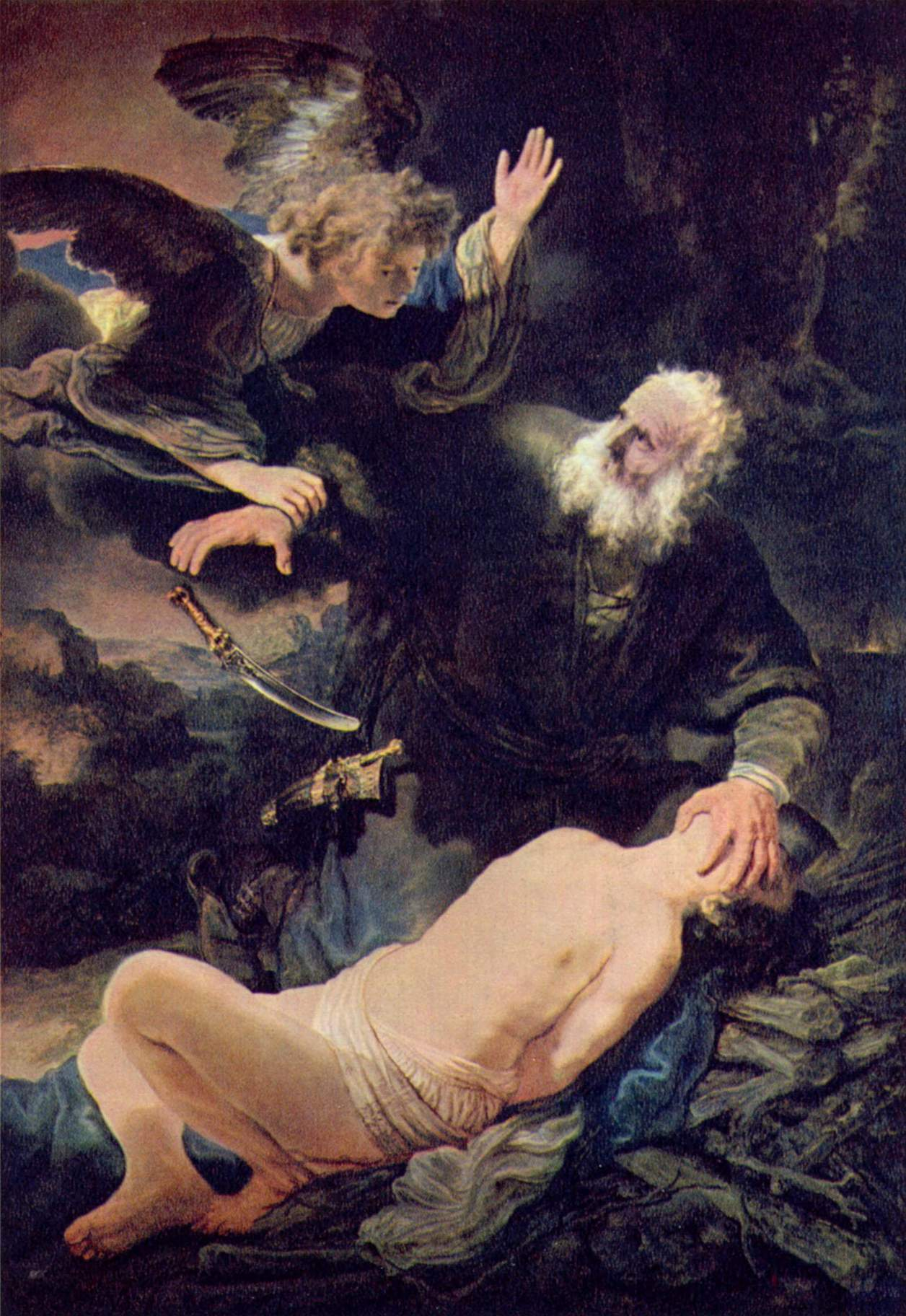
Abraham retenu par l'ange au moment de sacrifier Isaac (tableau de Rembrandt).

La ligature d'Isaac (hébreu עֲקֵדַת יִצְחַק, Akedát Yitzhák ou עֲקֵידָה Akedah ; arabe ذبح Dhabih), aussi connu sous le nom de sacrifice d'Isaac ou sacrifice d'Abraham, est un épisode biblique de la Genèse, dans lequel Dieu demande à Abraham de lui offrir son fils Isaac en holocauste sur le mont Moriah. 
L’événement, rappelé quotidiennement dans la liturgie juive, est commémoré lors du nouvel an juif, et  il est fixé symboliquement le 25 mars (correspondant à la fête de l'Annonciation) dans la tradition chrétienne occidentale. Enfin, dans le calendrier musulman, du 10 au 13e jour de dhou al-hijja, il est à l'origine de la principale fête islamique (dans l’imaginaire collectif islamique, il s'agit du sacrifice d'Ismaël, frère aîné d'Isaac. Aucune mention d’Ismaël ou Isaac n’est faite dans le Coran) : l'Aïd al-Adha.

## Le récit biblique
parashat Vayera - Genèse 22:1-19

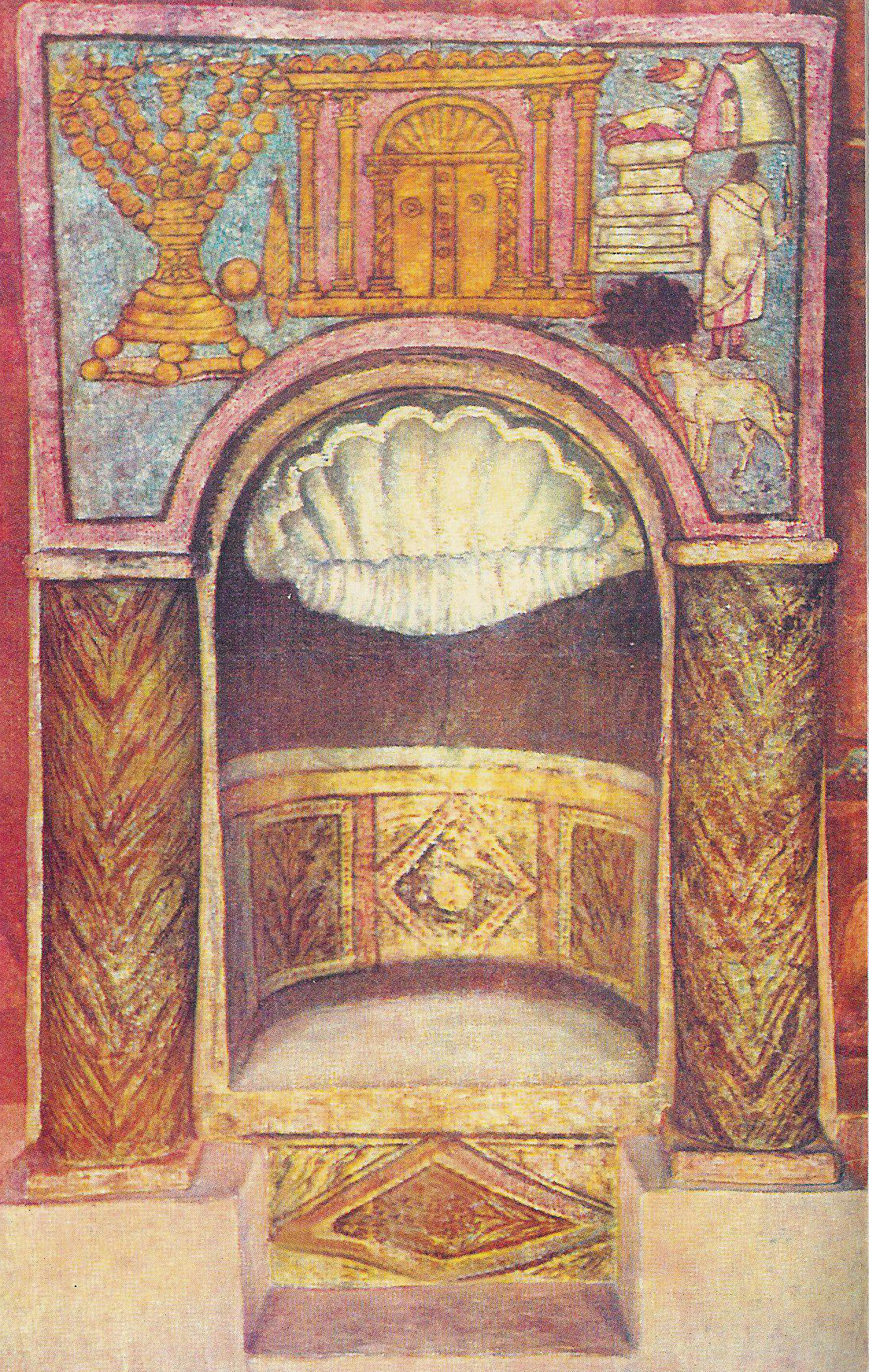
La plus ancienne représentation connue de l’Aqéda, sur le ciborium de l'Arche sainte, dans la synagogue de Doura Europos.

Alors que les promesses que Dieu avait faites à Abraham semblent s'être réalisées, il lui demande de prendre son fils unique aimé, Isaac, dans le pays de Moriah, et de l'offrir en holocauste (Korban). Tôt le lendemain, Abraham sangle son âne, coupe le bois pour l'offrande et fait route avec ses deux serviteurs et Isaac vers le lieu prévu. Arrivés après trois jours de marche, il y monte seul avec Isaac, prend la pierre à feu et le couteau et place le bois sur Isaac. Un midrash dit que ses deux serviteurs sont Éliézer de Damas et Ismaël, premier fils d'Abraham et d'Agar, la servante que Sarah qui était stérile lui offrit pour qu'il ait un enfant, et qu'ils se querellent pour savoir lequel des deux va être héritier d'Abraham après la mort d'Isaac. Lorsque Isaac demande à Abraham où est le bélier pour l'offrande en holocauste, Abraham répond que « Dieu y pourvoira ».
Toujours selon la Genèse, arrivé à l'endroit que Dieu avait nommé, Abraham construit l'autel, pose le bois, lie Isaac, l'étend sur l'autel, et lève la main pour abattre son fils. Un ange de Dieu l'arrête, lui disant de ne pas lever la main contre son fils (« Ne porte pas la main sur ce jeune homme, ne lui fais aucun mal !... ton fils, ton fils unique ! ») , car à présent, Dieu sait qu'Abraham le craint, car il ne lui a pas dérobé son fils. Un bélier qui s'était pris les cornes dans un buisson est sacrifié sur le lieu, nommé Adonaï-Yirè (« Dieu-pourvoira »). Abraham est béni d'une descendance nombreuse et victorieuse, et toutes les nations de la Terre seront bénies par ses descendants.
Abraham retourne à ses serviteurs, et ils partent pour Beer-Sheva, où Abraham réside, jusqu'à la mort de Sarah. 
Dans la mythologie grecque, Athamas de Béotie tend la main pour immoler son fils Phrixos mais Héraclès envoyé par Zeus crie à Athamas d'épargner son fils et le bélier appelé Chrysomallos, envoyé par Zeus, apparaît alors.
D'après le récit, Abraham obéit à l'ordre de Dieu sans le remettre en question. Selon la Bible, Dieu veut mettre Abraham à l'épreuve, mais ne souhaite pas le sacrifice lui-même, puisqu'il envoie un ange l'arrêter au dernier moment, et fournit un bélier en remplacement. Quant à Isaac, il est, selon Flavius Josèphe, âgé de vingt-cinq ans, de trente-sept selon les Sages du Talmud. Dans les deux cas, Isaac est un adulte, assez fort pour lutter contre son père, mais il ne le fait pas : lui aussi obéit.
Dans Genèse 22,14, le lieu est appelé « la montagne du Seigneur » ; dans 2 Chroniques 3,1; Psaume 24,3; Ésaïe 2,3 Ésaïe 30,29 et Zacharie 8,3, ce lieu est identifié au Rocher de la Fondation situé au Mont du Temple, à Jérusalem.

## Traditions

### Dans la tradition juive

#### Loyauté

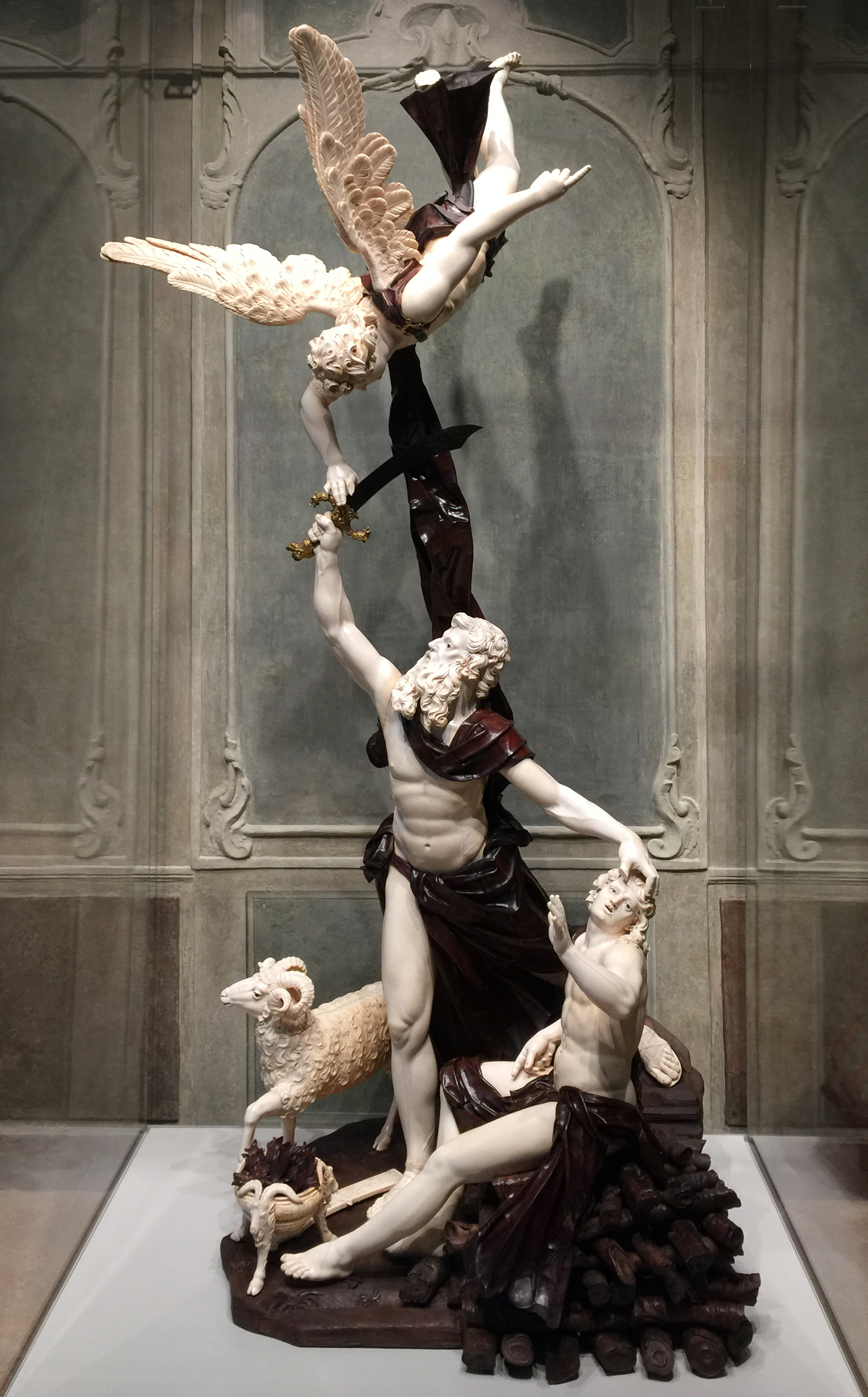
Ligature d'Isaac par Simon Troger, s.

La Mishna, le Talmud et nombre d’exégètes bibliques juifs à leur suite voient dans cet épisode une épreuve pour vérifier la loyauté d’Abraham envers Dieu. En effet, la ligature remet en question toutes les promesses de bénédiction divine d’une descendance innombrable. Pour Maïmonide (XIIe siècle), la volonté d'Abraham de sacrifier son fils démontre la limite de la capacité humaine à aimer son prochain et craindre Dieu tout à la fois. Par ailleurs, comme Abraham a agi en suivant ce que Dieu lui avait dit par une vision prophétique, cet épisode illustre comment une révélation prophétique a la même valeur de vérité qu'un argument philosophique et porte donc en elle la même certitude, nonobstant le fait qu'elle vienne d'un rêve ou d'une vision.

#### Sacrifice symbolique
Cependant, de nombreux commentaires et midrashim rejettent cette interprétation : selon Bereshit Rabba, Dieu n’a « jamais envisagé de dire à Abraham d'égorger Isaac ». Pour Yona ibn Jannah (Espagne, XIe siècle), Dieu ne demandait qu’un sacrifice symbolique et d’après Joseph ibn Caspi (Espagne, début du XIVe siècle), Abraham a été induit en erreur par son imagination ; en effet, « comment Dieu pourrait-il ordonner une chose aussi révoltante ? ».

#### Interdiction de l'infanticide
Toutefois, selon Joseph Hertz, grand-rabbin de l’Empire britannique dans la première moitié du XXe siècle, le sacrifice d'enfants était une pratique relativement répandue chez les peuples sémitiques - quand l'infanticide était systématique dans la Rome antique ; la singularité du récit résiderait alors dans le fait que le Dieu d'Abraham s'interpose pour empêcher (et non prescrire) le sacrifice. L'ange dit à Abraham : « Ne porte pas la main sur ce jeune homme, ne lui fais aucun mal !... ton fils, ton fils unique ! ». À travers cette parole, il interdit le meurtre et l'infanticide. Au Ier siècle, l'historien Tacite qualifie même d'excentrique la coutume des Juifs à ne vouloir supprimer aucun nourrisson. « Contrairement aux cruelles divinités païennes, c'était seulement la soumission spirituelle que Dieu exigeait ».
D'autres intellectuels rabbiniques notent également qu'Abraham était prêt à tout pour épargner son fils, y compris si cela supposait d'aller contre l'ordre divin[réf. souhaitée] : alors que c'est Dieu qui ordonne à Abraham de sacrifier Isaac, c'est un ange, une créature inférieure dans la hiérarchie céleste, qui lui intime l'ordre d'arrêter. Cependant, les actions et paroles des anges (du grec ἄγγελος / ángelos, « messager ») sont généralement considérées comme découlant directement de la volonté de Dieu.

#### Punition
Dans certains écrits juifs plus tardifs, en particulier dans ceux des maîtres hassidiques, la théologie d'un « test divin » est rejetée et le sacrifice d'Isaac est interprété comme une « punition » pour le « mauvais traitement » réservé plus tôt par Abraham à son fils aîné Ismaël né de la servante Agar, qu'il a expulsé de son foyer à la demande de sa femme Sarah. Selon cette lecture, Abraham a manqué de compassion envers son fils, donc Dieu l'a puni en manquant ostensiblement de compassion envers son autre fils.

#### Sanctification du nom de Dieu
Le Rebbe Schneerson cite une question posée par le rabbin Menachem Mendel de Vitebsk : à première vue, cela semble être principalement un test visant Isaac car c'était lui qui devait donner sa vie al kiddush Hashem (afin de sanctifier le nom de Dieu). Cependant, la Torah indique-t-elle (Gn 22,1) que Dieu voulait tester Abraham et non Isaac ? Le rabbin Menachem Mendel répond que bien que donner sa vie soit une très grande Mitzvah, cela n'a rien de remarquable dans les annales de l'histoire des Juifs. Même les Juifs les plus illettrés et « ordinaires » ont donné leur vie en martyrs. Ainsi, toute grande mitzvah qu'il soit, ce test est considéré comme trivial pour quelqu'un de la stature spirituelle d'Isaac qui, comme l'un de nos aïeux, était assimilé au « chariot » de Dieu (Bereshit Rabba 47, 6) car il servait de véhicule aux divins traits de gentillesse, rigueur et compassion.

##### Réfutation
Dans The Last Trial, Shalom Spiegel affirme que ces commentateurs interprétaient le récit biblique comme une réfutation implicite de l'idée chrétienne selon laquelle Dieu sacrifierait son propre Fils.

#### Mise à l'épreuve
Au contraire, la principale personne mise à l'épreuve lors de cet épisode était Abraham. Sa foi était mise à l'épreuve pour voir s'il doutait des paroles de Dieu. Abraham s'était vu assuré par Dieu que « c'est par Isaac qu'une descendance perpétuera ton nom » (Gn 21,12), c'est-à-dire qu'Isaac (et non Ismaël) engendrerait une grande nation, les enfants d'Israël (le peuple juif). Cependant, Abraham aurait pu poser une question évidente : au moment où Dieu lui ordonna d'offrir Isaac en sacrifice, celui-ci était encore célibataire et s'il mourait à ce moment-là, comme pouvait-il devenir le père de la nation censée descendre d'Abraham ? De plus, Dieu n'est-Il pas éternel et immuable, comme Il le déclare (« Oui, moi, Yahvé, je ne varie pas », Malachie 3,6), suggérant qu'Il ne change pas d'avis ?
Cependant, Abraham ne fit pas attention à cette question évidemment logique. À la place de cela, il l'écarta totalement de sa conscience et crut d'une foi pure et simple que si c'était ce que Dieu lui disait de faire alors, c'était certainement la bonne chose à faire. C'était le fait de traverser et réussir cette mise à l'épreuve qui était remarquable, même pour quelqu'un de la stature d'Abraham.
Dans The Binding of Isaac, Religious Murders and Kabbalah, Lippman Bodoff écrit qu'Abraham n'a jamais eu l'intention de véritablement sacrifier son fils et qu'il avait confiance dans l'idée que Dieu lui-même n'avait pas non plus cette intention. D'autres[Qui ?] suggèrent que l’apparent engagement d'Abraham à sacrifier Isaac était sa propre manière de tester Dieu. Abraham s'était auparavant disputé avec Dieu pour sauver des vies à Sodome et Gomorrhe. En respectant silencieusement les instructions de Dieu de tuer Isaac, Abraham faisait pression sur Dieu pour qu'il agisse de façon morale et préserve la vie. D'autres indices qu'Abraham pensait qu'en fait il ne sacrifierait pas Isaac sont inscrits dans Genèse 22,5, quand il dit à ses serviteurs « Demeurez ici avec l'âne. Moi et l'enfant nous irons jusque là-bas, nous adorerons et nous reviendrons vers vous. » En employant « nous » pluriel (au lieu de « je » singulier), il voulait dire que lui et son fils Isaac reviendraient. Ainsi, il ne croyait pas qu'Isaac serait finalement sacrifié.

#### Héroïsme
Dans Glory and Agony: Isaac's Sacrifice and National Narrative, Yael S. Feldman écrit que l'épisode de la ligature d'Isaac, dans ses versions à la fois bibliques et post-biblique (y compris le Nouveau Testament) a eu une grande influence sur l'éthos d'héroïsme altruiste et le sacrifice de soi dans la culture hébraïque nationale moderne. Comme son étude le démontre, au cours du dernier siècle, la ligature d'Isaac est devenue le sacrifice d'Isaac, évoquant à la fois la gloire et l'agonie d'une mort héroïque sur le champ de bataille.

### Dans la tradition chrétienne

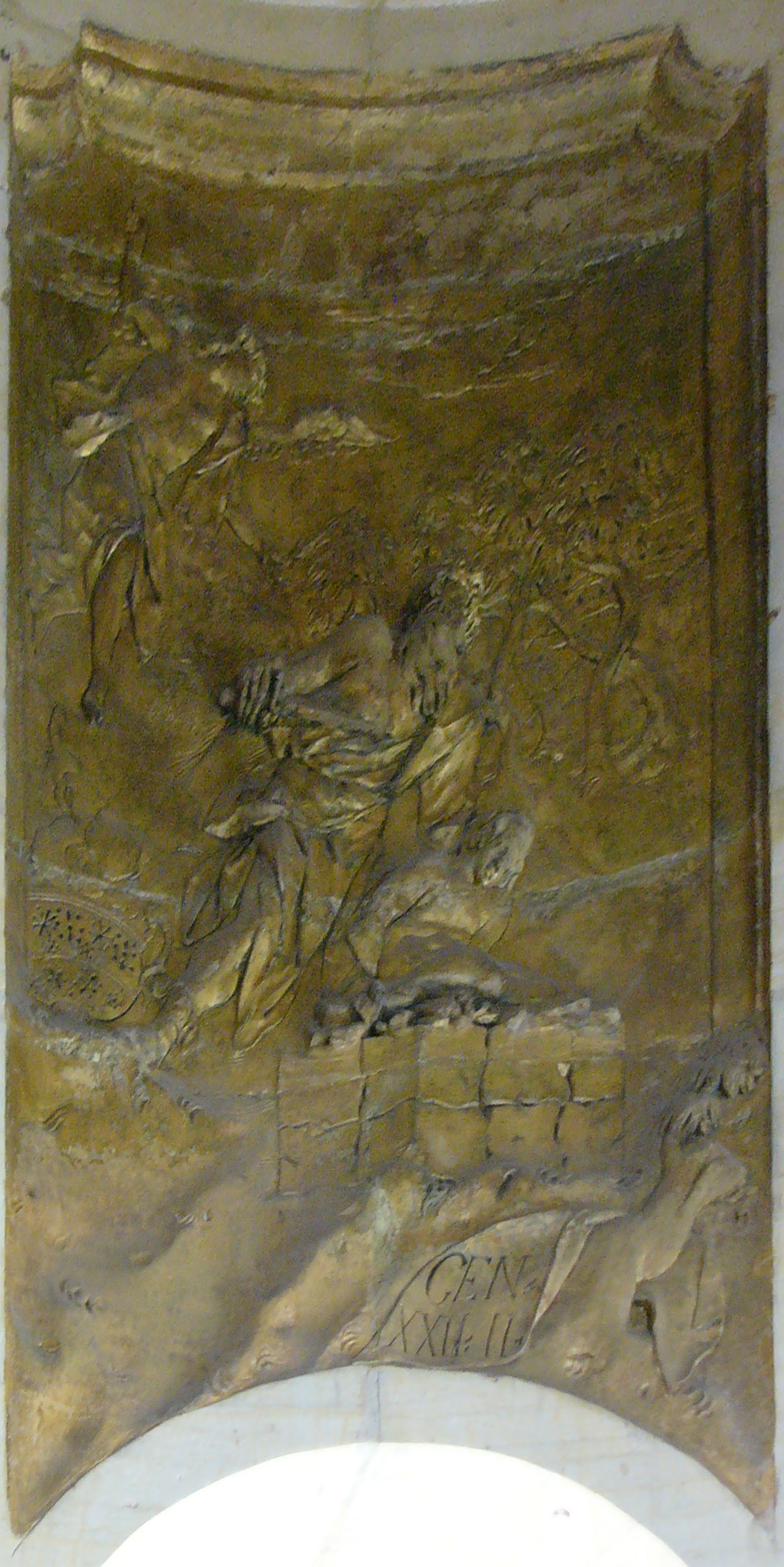
Ce relief du XVIII montrant le sacrifice d'Isaac est situé dans une chapelle au sein de la Colonne de la Sainte Trinité d'Olomouc. Il fait partie d'une série dont la thématique principal est le sacrifice à Dieu et qui s'achève avec la crucifixion du Christ.

La ligature d'Isaac est mentionnée dans le Nouveau Testament, dans l'Épître aux Hébreux, comme l'un des nombreux actes de foi apparaissant dans l'Ancien Testament : « Par la foi, Abraham, mis à l'épreuve, a offert Isaac, et c'est son fils unique qu'il offrait en sacrifice, lui qui était le dépositaire des promesses, lui à qui il avait été dit : C'est par Isaac que tu auras une postérité. Dieu, pensait-il, est capable même de ressusciter les morts ; c'est pour cela qu'il recouvra son fils, et ce fut un symbole. » (He 11,17-19). L'auteur de l'épître considère ici que la foi d'Abraham en Dieu avait une telle force qu'il se sentait assuré que si Dieu lui permettait d'accomplir la tâche qu'il lui avait ordonné, il serait en mesure de ressusciter Isaac afin que sa prophétie (Gn 21,12) se réalise. Une telle foi en la Parole de Dieu et en sa promesse font de ce passage spécifique de l'Ancien Testament un exemple de confiance significatif (et exemplaire) aux yeux de nombreux chrétiens.
Les prêches chrétiens primitifs acceptaient parfois l'interprétation juive de la ligature d'Isaac sans la modifier. Par exemple, Hippolyte de Rome écrit dans son Commentaire du Cantique des Cantiques, « Isaac le béni devint désireux d'être oint et voulut se sacrifier lui-même pour le salut du monde » (Sur le Cantique, 2, 15). D'autres chrétiens de la même époque considérèrent Isaac comme une sorte de « Verbe » préfigurant le Christ (Origène, Homélies sur la Genèse, 11-13).
La majorité des commentateurs chrétiens considèrent que cet épisode préfigure le plan de Dieu de voir son Fils, Jésus, mourir sur la croix pour l'humanité tout entière. La soumission d'Isaac durant toute cette rude épreuve est également semblable à celle du Christ, les deux choisissant d'abdiquer leur propre vie pour que la volonté de Dieu soit accomplie : en effet, la Genèse ne fait mention d'aucune lutte entre Isaac et Abraham. Par ailleurs, les deux histoires montrent qu'Isaac et Jésus portent le bois nécessaire à leur propre sacrifice en haut de la montagne.
La Genèse affirme que la ligature a eu lieu « au pays de Moriyya » (Gn 22,2). Au sein du christianisme, on s'est demandé si la ligature d'Isaac a eu lieu sur le Mont du Temple, sur le Calvaire (la colline où le Christ a été crucifié) ou ailleurs. Certains chrétiens considèrent les paroles d'Abraham « Sur la montagne de Dieu, Yahvé pourvoit » (Gn 22,14) comme une prophétie que c'est à cet endroit que Dieu pourvoirait au sacrifice du Christ, donc pensent qu'il est là question du Calvaire. Une explication alternative suggère que le Calvaire se situait sur une partie du Mont Moriah, le Mont du Temple, qui a été séparée de l'ensemble rocheux afin de permettre la fortification et la défense de Jérusalem. Selon cette lecture, la crucifixion aurait donc eu lieu sur la même montagne.

### Dans la tradition musulmane
Le Coran décrit le sacrifice d'Abraham mais le nom du fils à sacrifier n'est pas mentionné.
La version islamique diffère de la Bible. Selon les sources musulmanes, quand Abraham parle à son fils de la vision qu'il a eue, celui-ci accepte d'être sacrifié pour accomplir l'ordre de Dieu et n'a donc pas eu besoin d'être entravé sur l'autel.

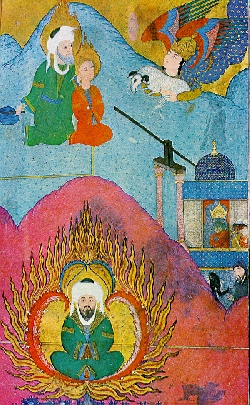
Image supérieure : Abraham s'apprêtant au sacrifice d'Ismaël. Manuscrit des Zubdat al-Tawarikh deLuqman-i-Ashuri, 1583

Le Coran indique que quand Abraham demanda à Dieu d'avoir un fils vertueux, Dieu lui accorda un fils doté de tempérance. Le fils en question n'est cependant pas nommé directement dans le Coran. 
Quand il fut capable de marcher et de travailler, Abraham eut une vision portant sur le sacrifice de son fils. Quand il en parla à son fils, celui-ci accepta d'obéir au commandement que Dieu avait formulé dans la vision. Quand ils se furent tous deux soumis à la volonté divine et furent prêts au sacrifice, Dieu dit à Abraham qu'il avait fait son devoir et lui fournit un bélier pour faire le sacrifice. Dieu promit de récompenser Abraham.
Des intellectuels musulmans ont soutenu l'idée que c'était le fils premier-né Ismaël (né d'Agar, comme Ismaël, non mentionnée précisément dans le Coran) qui était destiné au sacrifice montré dans la vision, et que le second fils, Isaac (né de Sarah), est né après comme une récompense de la soumission d'Abraham à cette vision.
Parmi les premiers théologiens musulmans, cependant, il y eut une dispute sur l'identité de ce fils. L'argument de ceux de ces théologiens qui pensaient qu'il s'agissait d'Isaac plutôt que d'Ismaël (notamment de Ibn Qoutayba et de Tabari) était que les paroles « il en a comblé tes aïeux d’autrefois, Abraham et Isaac » faisaient référence à l'amitié de Dieu pour Abraham et à Son intervention visant à sauver finalement Isaac. À l'inverse, d'autres considéraient que la promesse faite à Abraham qu'il aurait un fils de Sarah et un petit-fils, Jacob, exclut la possibilité d'une mort prématurée d'Isaac.
Les musulmans considèrent que les visions dont les prophètes font l'expérience sont des révélations de Dieu et qu'ainsi le songe d'Abraham était un ordre divin. L'épisode est donc perçu comme une mise à l'épreuve imposée par Dieu à Abraham et à son fils, qui la réussissent en se soumettant à Dieu et en montrant qu'ils croient que Dieu possède et donne tout ce qu'ils ont et chérissent, y compris leur vie et leur descendance. La soumission d'Abraham et de son fils est célébrée et commémorée par les musulmans lors de l'Aïd al-Adha (aussi connue sous le nom d'Aïd el-Kebir). Pendant cette fête, ceux qui le peuvent et ceux qui participent au pèlerinage à la Mecque sacrifient un bélier, une vache, un mouton ou un dromadaire. Une partie de la viande tirée du sacrifice est dégustée par la famille et le reste est distribué aux voisins et aux nécessiteux. La fête marque la fin du pèlerinage.
Le célèbre site de Marwah (en arabe مروة) peut être rapproché du pays de Moriah (en hébreu מוריה) dont il est question en Gn 22,2. Cependant, il convient de noter que la bible hébraïque identifie le mont du Temple de Jérusalem au mont Moriah dès l'époque du Premier Temple dans 2 Chroniques 3, c'est-à-dire environ 1 700 ans avant la version islamique.

## Interprétations modernes
Les tenants de la critique radicale travaillant sur la base de l'hypothèse documentaire attribuent le récit de la ligature d'Isaac à la source biblique E pour deux raisons : d'une part, le texte utilise généralement le terme « Elohim » (אלוהים) pour désigner Dieu, d'autre part, il comporte des structures parallèles à la source E. De ce point de vue, la deuxième apparition de l'ange à Abraham (Gn 22,14–18), louant son obéissance et bénissant sa descendance, semble avoir été insérée plus tardivement dans le récit original de la source E (Gn 22,1–13, Gn 22,19). Cette remarque s'appuie à la fois sur le style différent des versets 14 à 18 et sur l'emploi de « YHWH » (יהוה) au lieu de « Elohim » pour désigner la divinité.
Des études plus récentes mettent en question cette analyse. Elles affirment que l'obéissance d'Abraham au commandement divin doit faire l'objet d'un éloge et d'une bénédiction qu'il ne reçoit que lors du deuxième discours angélique. De ce fait, ce discours n'aurait pas pu être inséré dans le récit original de la source E. Cela a ainsi suggéré à de nombreux chercheurs que l'auteur à l'origine de l'insertion a également laissé sa marque sur le récit original.
Selon le savant juif américain Jon D. Levenson (en), le judaïsme officiel a éradiqué le sacrifice d'enfant à la fin des VIIe et VIe siècles av. J.-C. mais ce thème reste très important dans la littérature religieuse qui cherche à fournir une sublimation à cette pratique. Une interprétation que rejoint Thomas Römer. Selon lui, il est probable que l'on ait sacrifié des enfants à Yahvé. Ces sacrifices ont été attribués à Moloch, mais derrière « Moloch », « interprétation tendancieuse » effectuée au IVe – Ve siècle de l’ère chrétienne, se cache le vocable « Melek », c’est-à-dire « le roi », une désignation de Yahvé. Cette pratique disparaît vers le VIe – Ve siècle av. J.-C. et ce tournant trouve son illustration dans le récit du sacrifice d'Isaac.

## La Ligature d'Isaac dans l'art
Le thème de la ligature d'Isaac a été à de nombreuses reprises représenté dans l'art. 

### En peinture
La plus ancienne représentation connue du motif se trouve sur le baldaquin de la niche de la Torah, dans la synagogue de Doura Europos, qui date du milieu du IIIe siècle.

Quelques représentations du sacrifice d'Isaac dans l'art
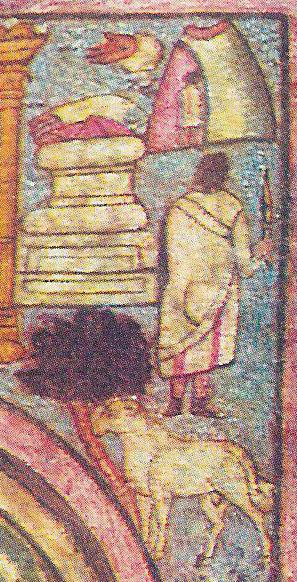
Fresque de la synagogue de Doura Europos, milieu du IIIe siècle
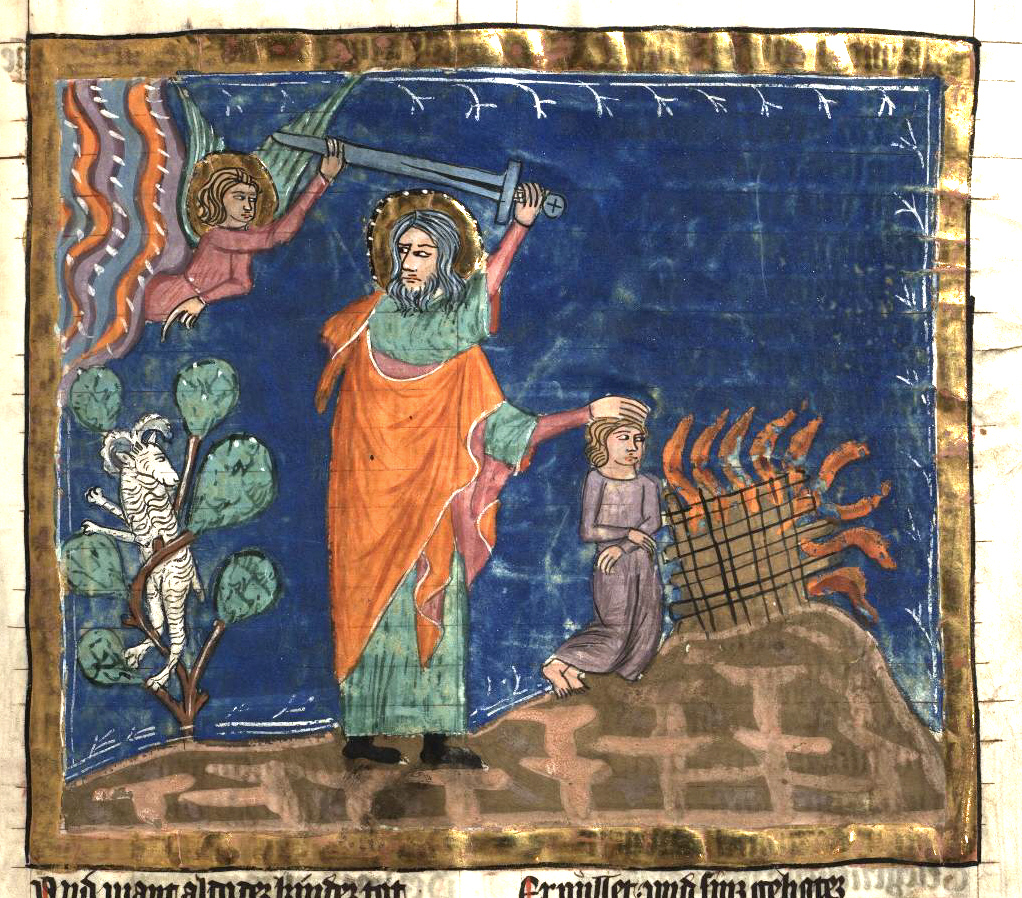
Enluminure de la chronique de Fulda, 3e quart du XIVe siècle
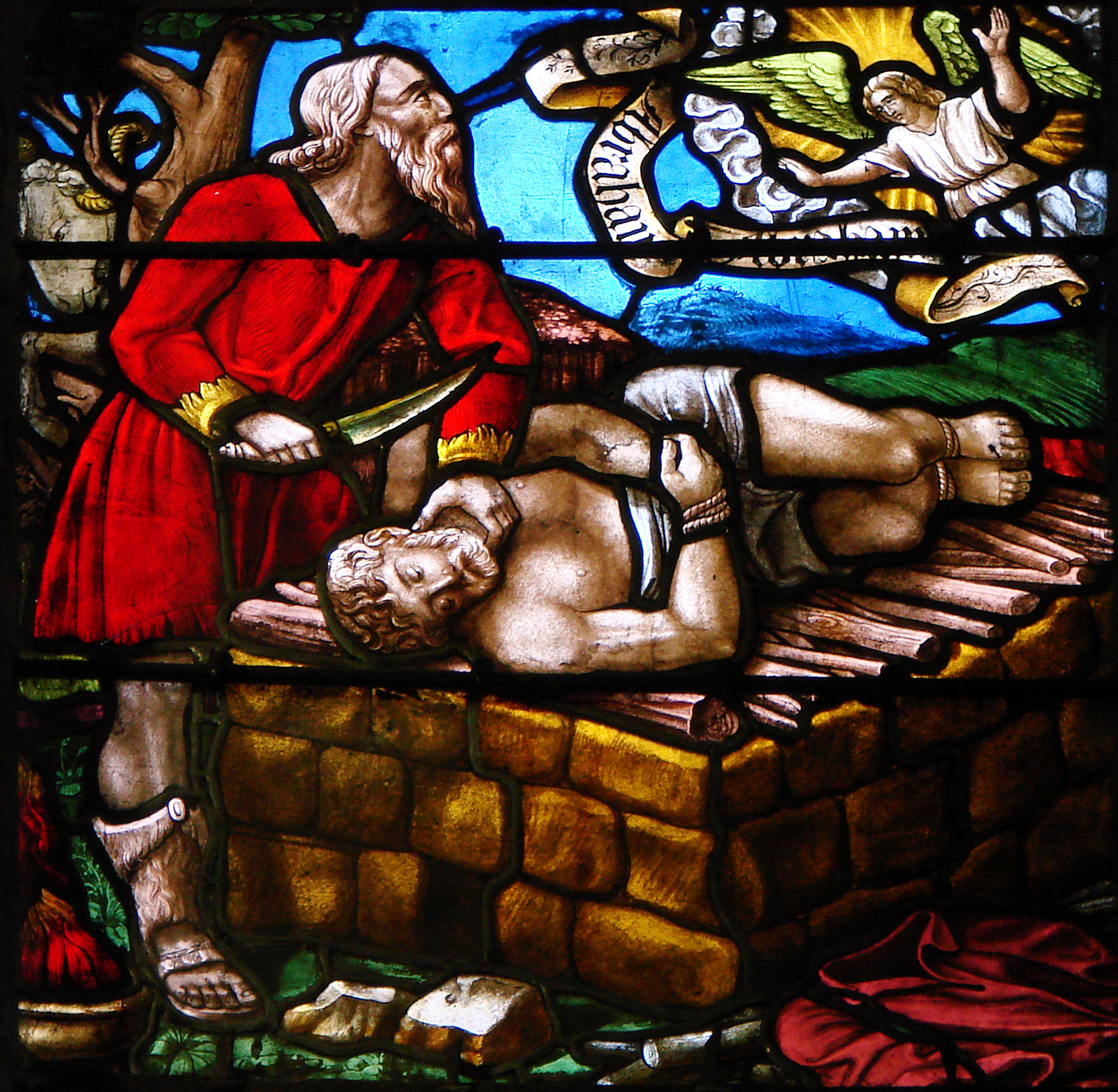
Vitrail de l'église de la Madeleine, Troyes, début du XVIe siècle.
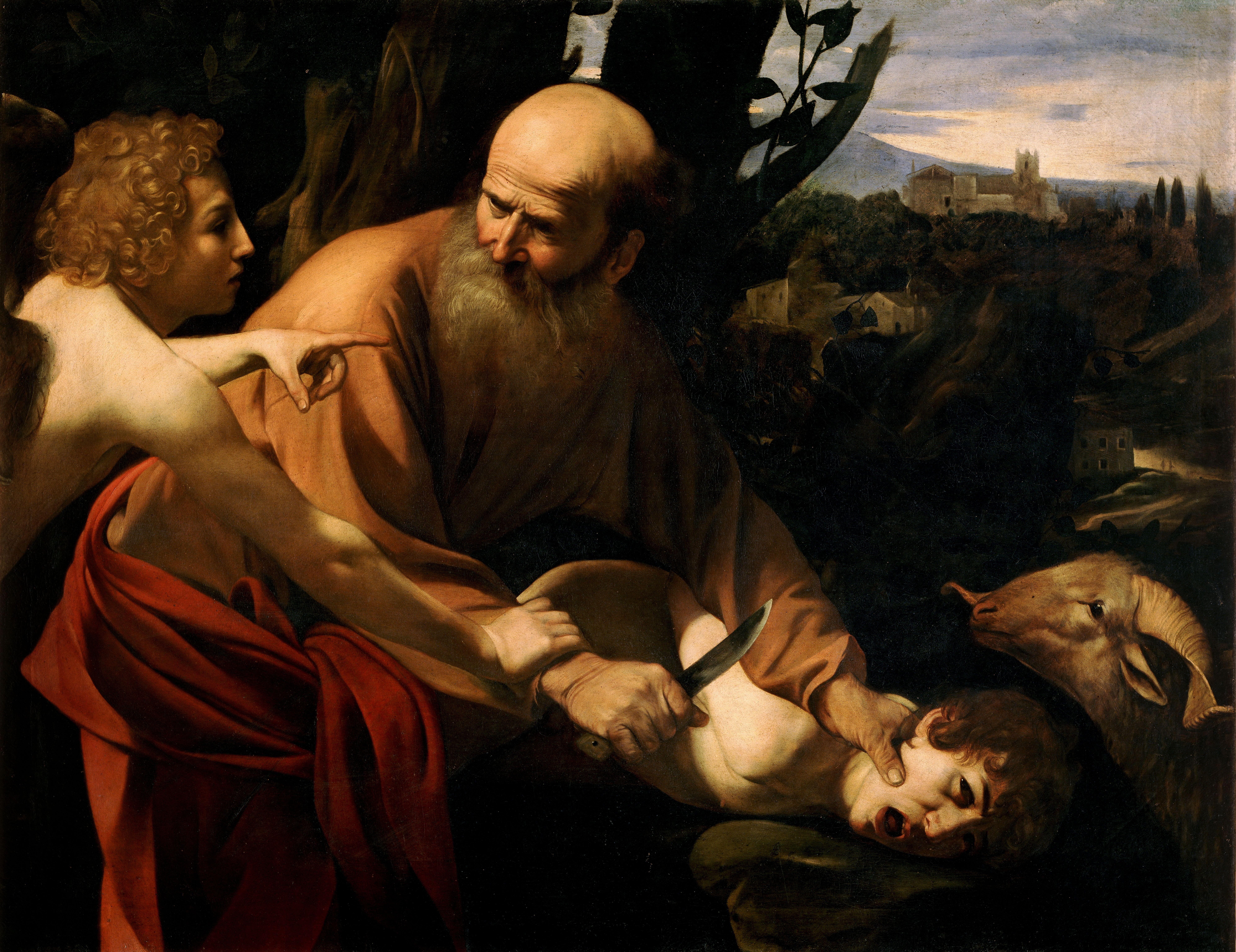
Huile sur toile du Caravage, 1603 (conservée à Florence)
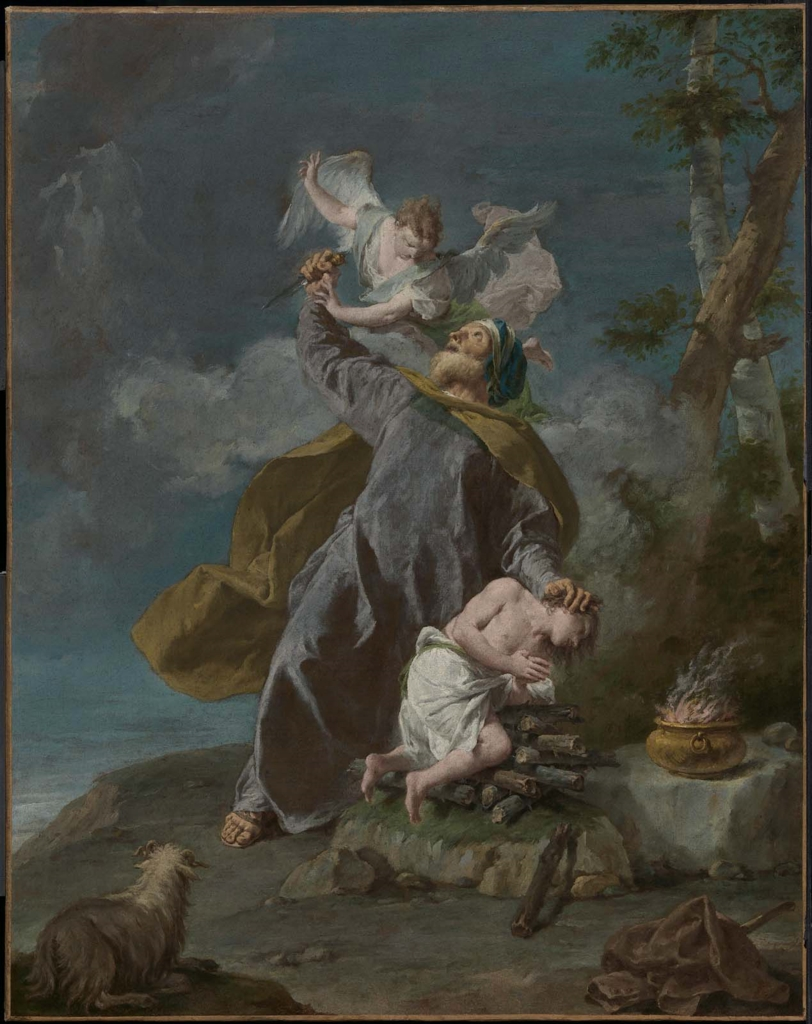
Abraham sacrifiant son fils Isaac Giambattista Pittoni, 1750-1755 Musée des Beaux-Arts de Boston
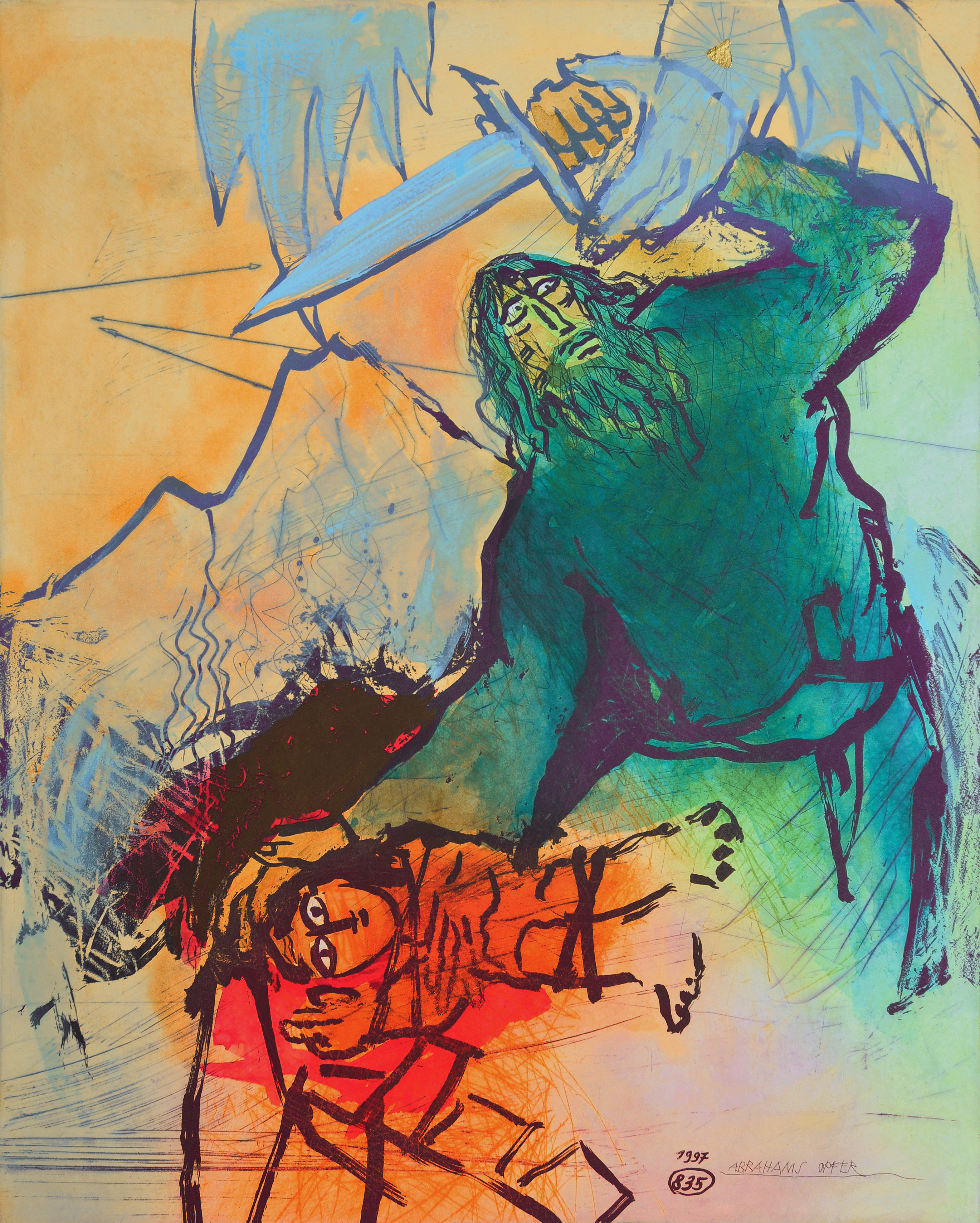
Eau-forte d'Adi Holzer, 1997
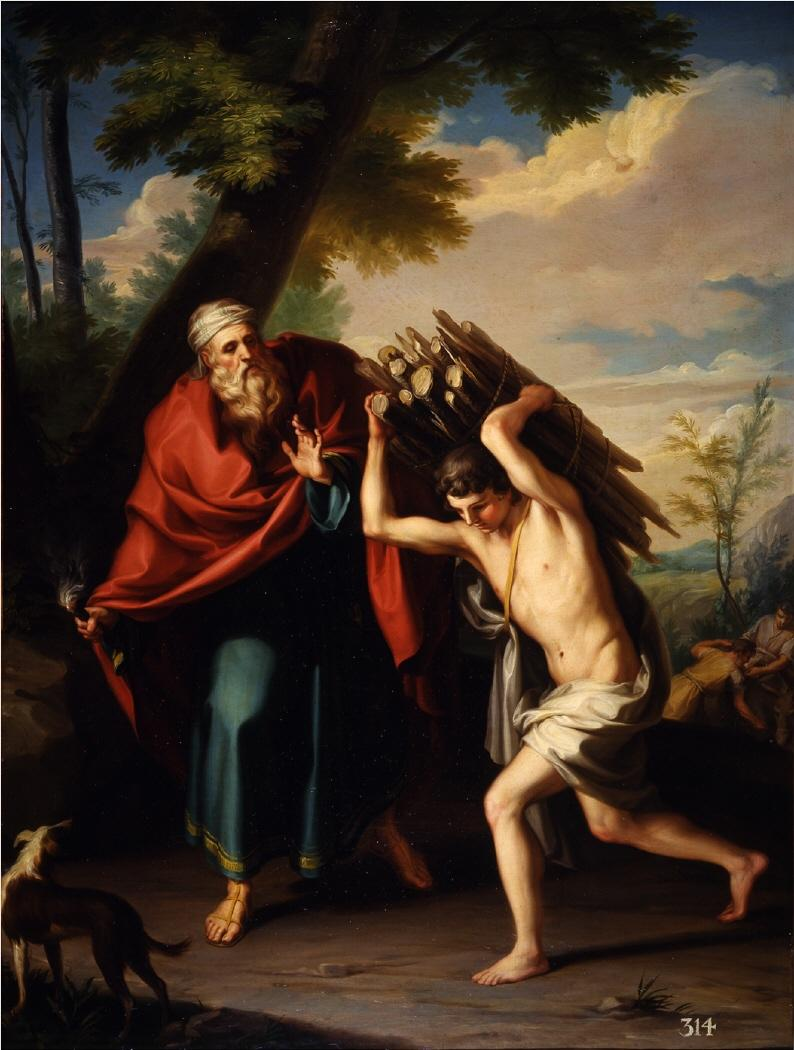
Abraham e Isaac camino del sacrificio de Cosme de Acuña (1781, Académie royale des beaux-arts de San Fernando, Madrid).

- Le Sacrifice d'Isaac : mosaïque di VIe siècle à Beit Alpha par Marianos & Hanina. Photo
- Le Sacrifice d'Isaac : Fresque de 1512-1514 par Raphael. Photo
- Le Sacrifice d'Isaac : toile de Domenichino. Photo
- Le Sacrifice d'Abraham : tableau de 1520-1525 par Sarto. Photo
- Le Sacrifice d'Isaac : toile de 1582-1647 par Giovanni Lanfranco. Photo
- Le Sacrifice d'Isaac : toile de 1590 par Empoli. Photo
- Le Sacrifice d'Isaac : toile de 1596 par Ligozzi.Photo
- Le Sacrifice d'Isaac : toile de 1601-1602 par Caravaggio. Photo
- Le Sacrifice d'Isaac : toile de 1607 par Cigoli. Photo
- Le Sacrifice d'Isaac : toile de 1625 par Riminaldi. Photo
- Le Sacrifice d'Abraham : toile de 1634 par Rembrandt. Photo
- Abraham Sacrifiant Isaac : toile de 1650 par de LaHire. (en) Photo
- Le Sacrifice d'Isaac : fresque de 1726-1729 par Tiepolo. Photo
- Abraham sacrifiant son fils Isaac, toile de 1750-1755, Giambattista Pittoni, Musée des Beaux-Arts de Boston[27]
- Le Sacrifice d'Isaac : toile de 1960-1965 par Chagall. Photo
- Le Sacrifice d'Abraham, toile de 1969 par Claude Grobéty. Photo

### En sculpture
- Le Sacrifice d'Isaac : bas-relief en bronze de 1401 par Brunelleschi. Photo
- Le Sacrifice d'Isaac : sculpture de 1418 par Donatello. Photo
- Le Sacrifice d'Isaac : sculpture de 1526-1532 par Berruguete. Photo

Quelques représentations du sacrifice d'Isaac dans l'art
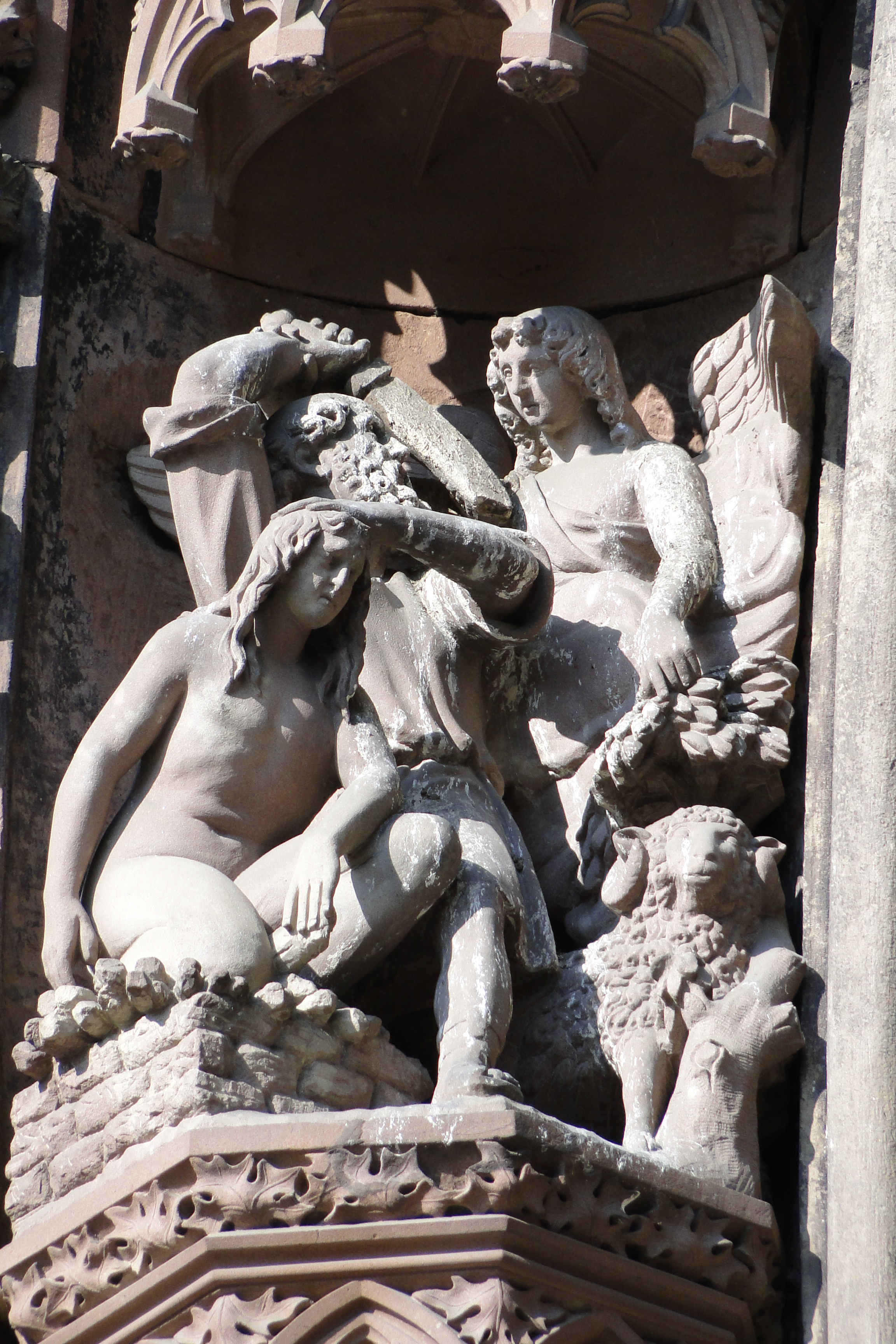
Sur la Cathédrale de Strasbourg (début du XVe siècle)
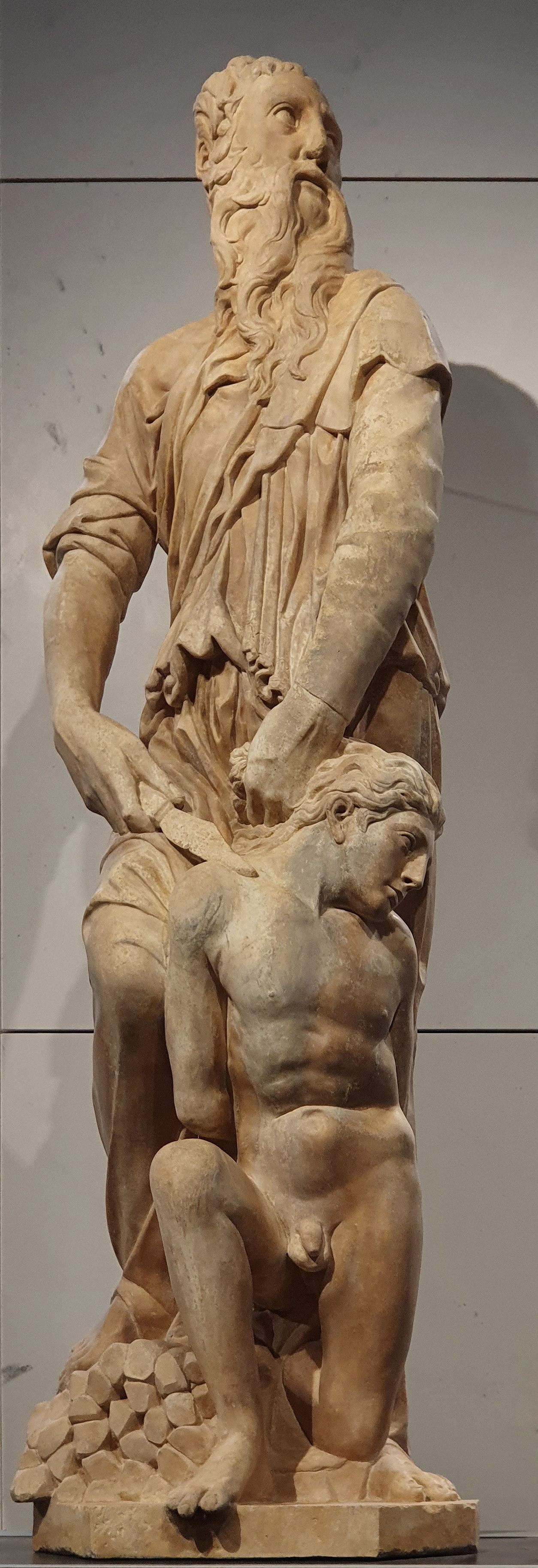
Le Sacrifice de Donatello, vers 1418
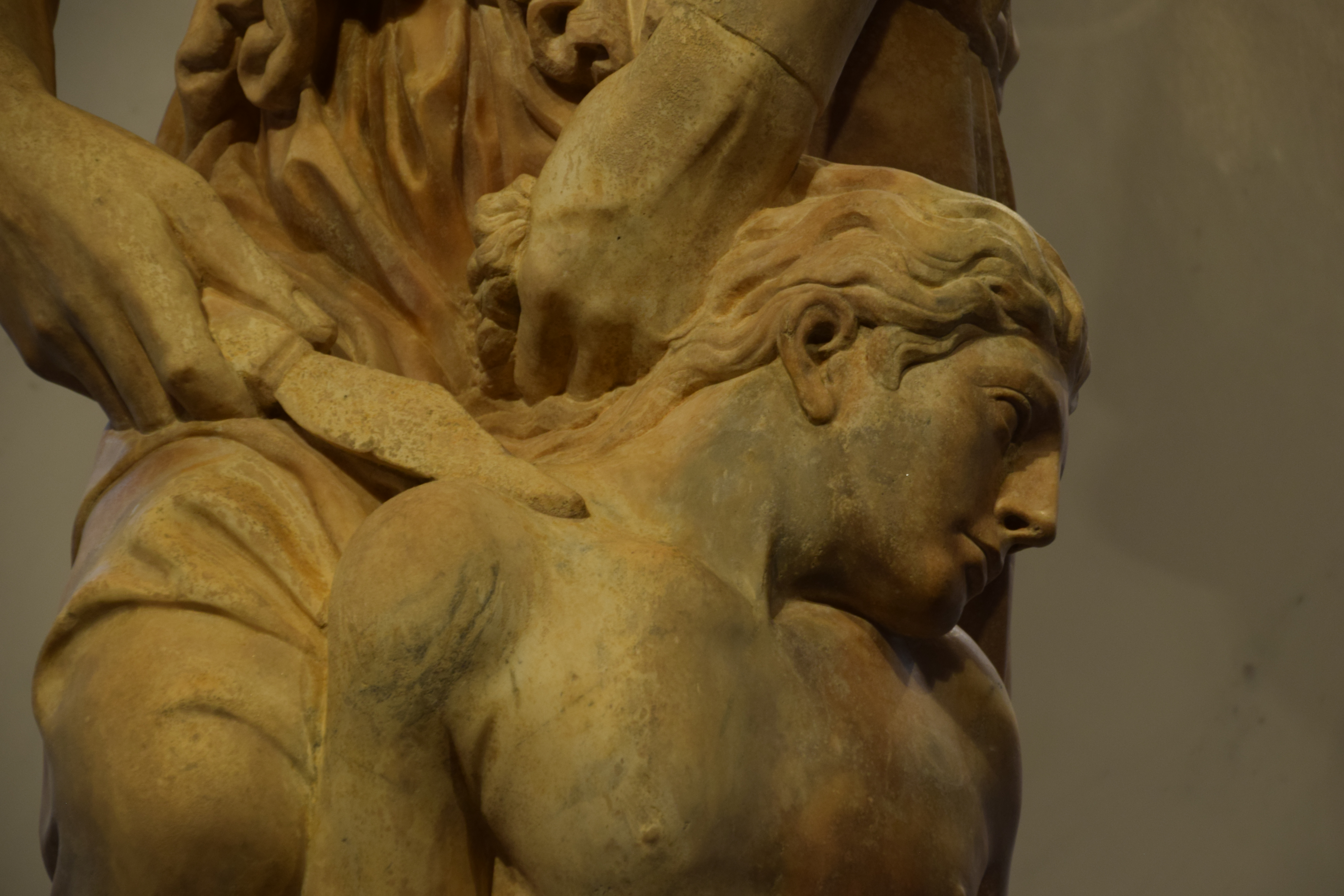
Détail de la même œuvre
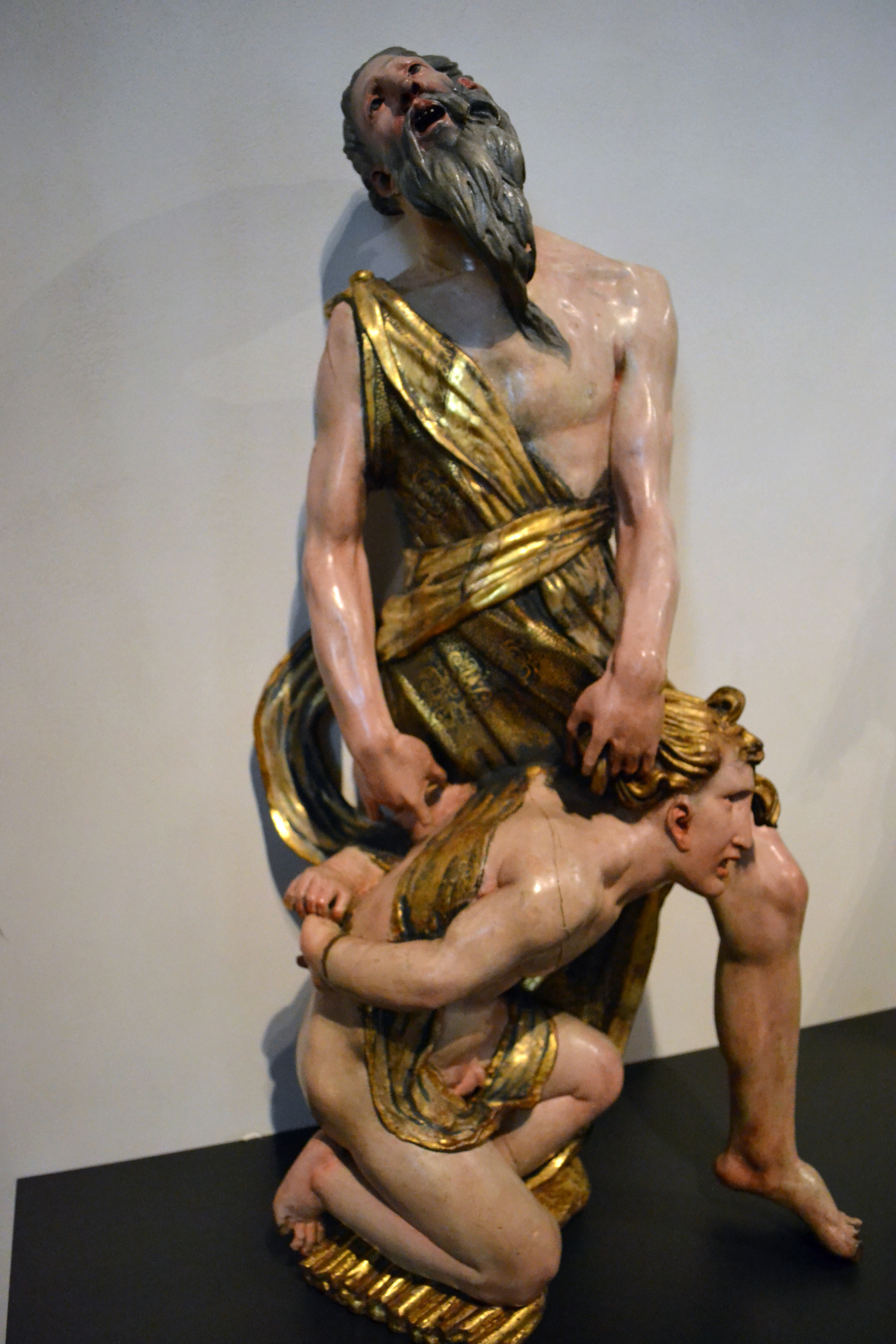
Par Alonso Berruguete (début du XVIe siècle)
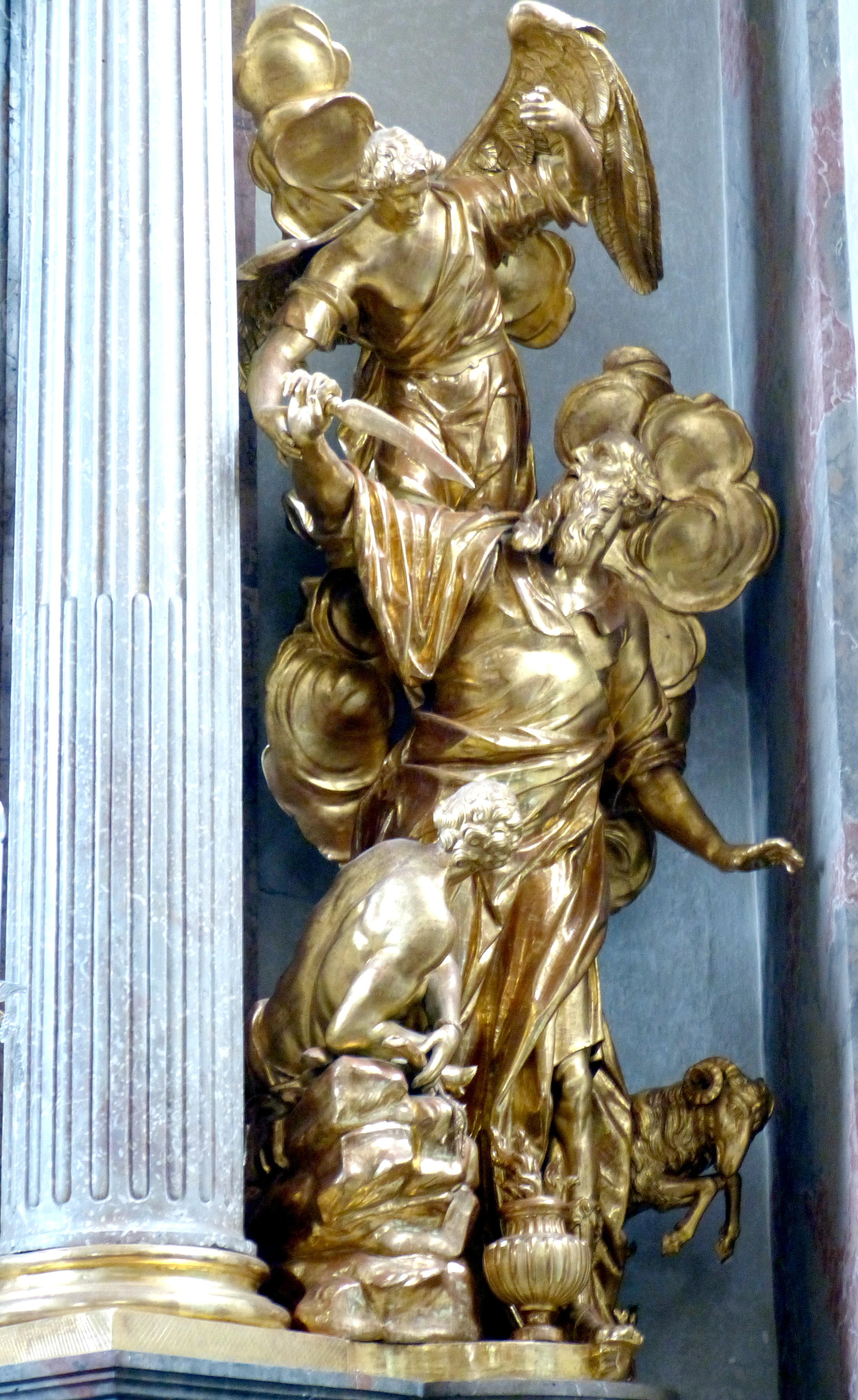
Par Maria Taferl (1781)

### Le quasi-sacrifice dans la littérature
- Théodore de Bèze, Abraham sacrifiant, Lausanne, tragédie humaniste, 1550.

### L'épisode dans la musique
- Canticle II: Abraham and Isaac, for alto, tenor, and piano, Op. 51: opéra/chanson de 1952 par Benjamin Britten. Le texte est adapté des mystères du cycle de Chester. Une voix chante le rôle d'Abraham, une autre celle d'Isaac. Les deux voix chantent de manière monodique pour créer une troisième voix pour Dieu. Paroles
- Highway 61 Revisited: chanson de 1965 par Bob Dylan issue de l'album Highway 61 Revisited. Les paroles font référence au quasi-sacrifice. L'autoroute 61 était une autoroute située près de la maison de Bob Dylan. Le père de Bob Dylan s'appelait Abraham. Paroles
- Story of Isaac: chanson de 1969 par Leonard Cohen issue de l'album Songs from a Room. Paroles
- Isaac and Abraham: chanson de 1992 par Joan Baez issue de l'album Play Me Backwards. Paroles
- The Cave: opéra de 1993 par Steve Reich. Contient la chanson The Binding of Isaac dans le troisième acte.
- Abraham: chanson de 2004 par Sufjan Stevens issue de l'album Seven Swans. Évoque la ligature d'Isaac dans une perspective chrétienne. Paroles
- Mr. Shiny Cadillackness: chanson de 2007 de Clutch issue de l'album From Beale Street to Oblivion. Fait référence au quasi-sacrifice par les paroles "Will you sacrifice your first born like Abraham would his Isaac?"  ("Sacrifieras-tu ton premier né comme Abraham aurait sacrifié son Isaac ?"). Paroles

### L'histoire au cinéma
- The Sacrifice, film américain réalisé par Frank Beal en 1916.

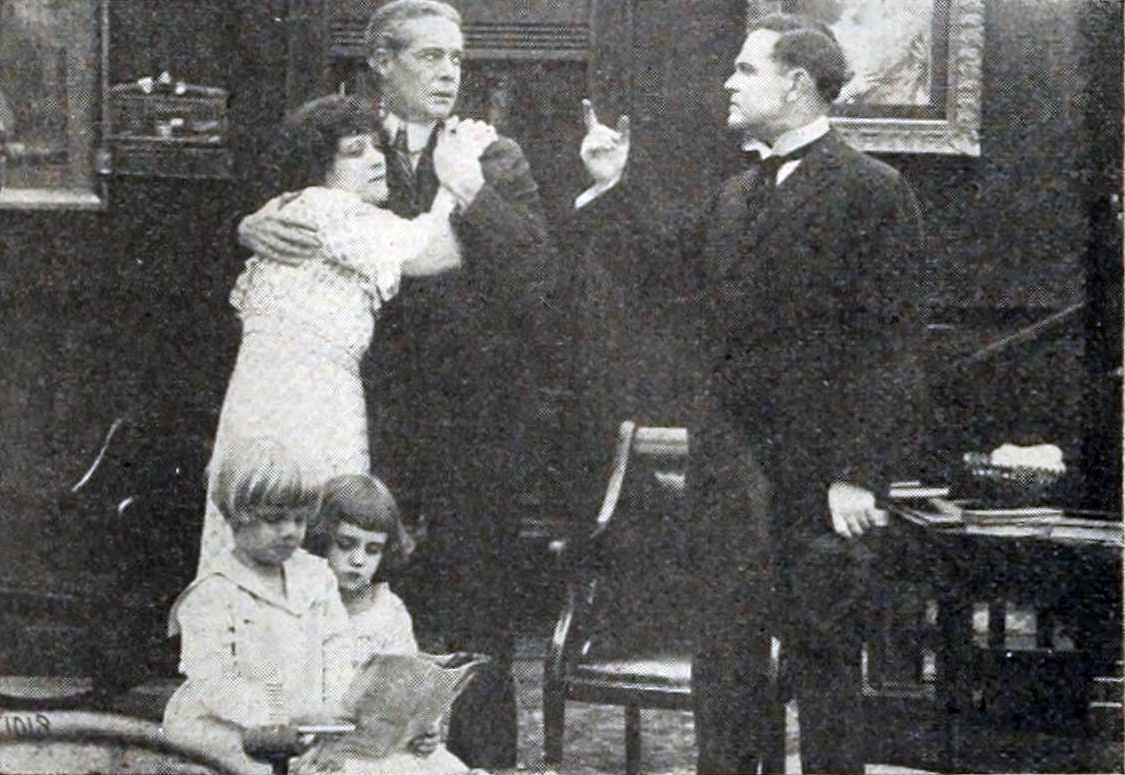
Film The Sacrifice, réalisé par Frank Beal, 1916

- Le Sacrifice (1986), film franco-britanno-suédois réalisé par Andreï Tarkovski.
- Dernier Sacrifice (1991), film américain réalisé par Michael Tolkin.
- Abraham (1993), téléfilm réalisé par Joseph Sargent.
- Emprise (2001), film réalisé par Bill Paxton.
- Danny Balint (2001), film réalisé par Henry Bean.

### Dans les jeux vidéo
The Binding of Isaac est un jeu indépendant d'action-aventure créé par Edmund McMillen sorti le 28 septembre 2011 sur Steam, dont le scénario est inspiré d'une version modernisée du mythe. 